# Сикс Флагс
Six Flags (пълно име Six Flags Entertainment Corp., произнася се „Сикс Флагс“, в превод „Шест знамена“) е най-голямата верига за увеселителни паркове в света. Седалището е в гр. Гранд Прери, Тексас, а централният корпоративен офис е в Ню Йорк.

Веригата разполага с 20 парка, първият от които е построен в град Арлингтън, щата Тексас през 1961 г. Името Six Flags е по броя на знамената на държавите, под които е бил щатът Тексас в историята си (Испания, Франция, Мексико, Република Тексас, САЩ и Конфедералните американски щати).

## Канада

### Квебек
La Ronde (Монреал)

## Мексико

### Федерален окръг
- Six Flags Mexico (Мексико Сити)

## САЩ

### Джорджия
- Six Flags Over Georgia (Остел)
- Six Flags White Water (Мариета)
- American Adventures (Мариета)

### Илинойс
- Six Flags Great America & Six Flags Hurricane Harbor (Гърни, близо до Чикаго)

### Калифорния
- Six Flags Magic Mountain (Six Flags „Вълшебна планина“) (Валенсия, окръг Лос Анджелис)
- Six Flags Hurricane Harbor (Six Flags „Ураганено пристанище“) (Валенсия, окръг Лос Анджелис)
- Six Flags Discovery Kingdom (старото му име е Marine World) (Валехо, в Района на Санфранциския залив)

### Кентъки
- Six Flags Kentucky Kingdom & Splashwater Kingdom (Луивил)

### Луизиана
- Six Flags New Orleans (Ню Орлиънс, затворен заради урагана Катрина)

### Масачузетс
Six Flags New England & Six Flags Hurricane Harbor (Спрингфийлд)

### Мериленд
- Six Flags America & Six Flags Hurricane Harbor (Ларго)

### Мисури
- Six Flags St. Louis & Six Flags Hurricane Harbor (Юрика)

### Ню Джърси
- Six Flags Great Adventure (Джаксън)
- Six Flags Hurricane Harbor, (Джаксън)
- Six Flags Wild Safari (Джаксън)

### Ню Йорк
- The Great Escape & Splashwater Kingdom, Lake George
- Six Flags Great Escape Lodge & Indoor Waterpark Lake George

### Тексас
- Six Flags Over Texas (Арлингтън)
- Six Flags Hurricane Harbor (Арлингтън)
- Six Flags Fiesta Texas & White Water Bay (Сан Антонио)

- Официална страница Архив на оригинала от 2008-10-10 в Wayback Machine.